# Linares de la Sierra
Linares de la Sierra er en by og kommune i det sydvestlige Spanien i provinsen Huelva. Den har et indbyggertal på 275 (2024) indbyggere.